# Cable Inglés

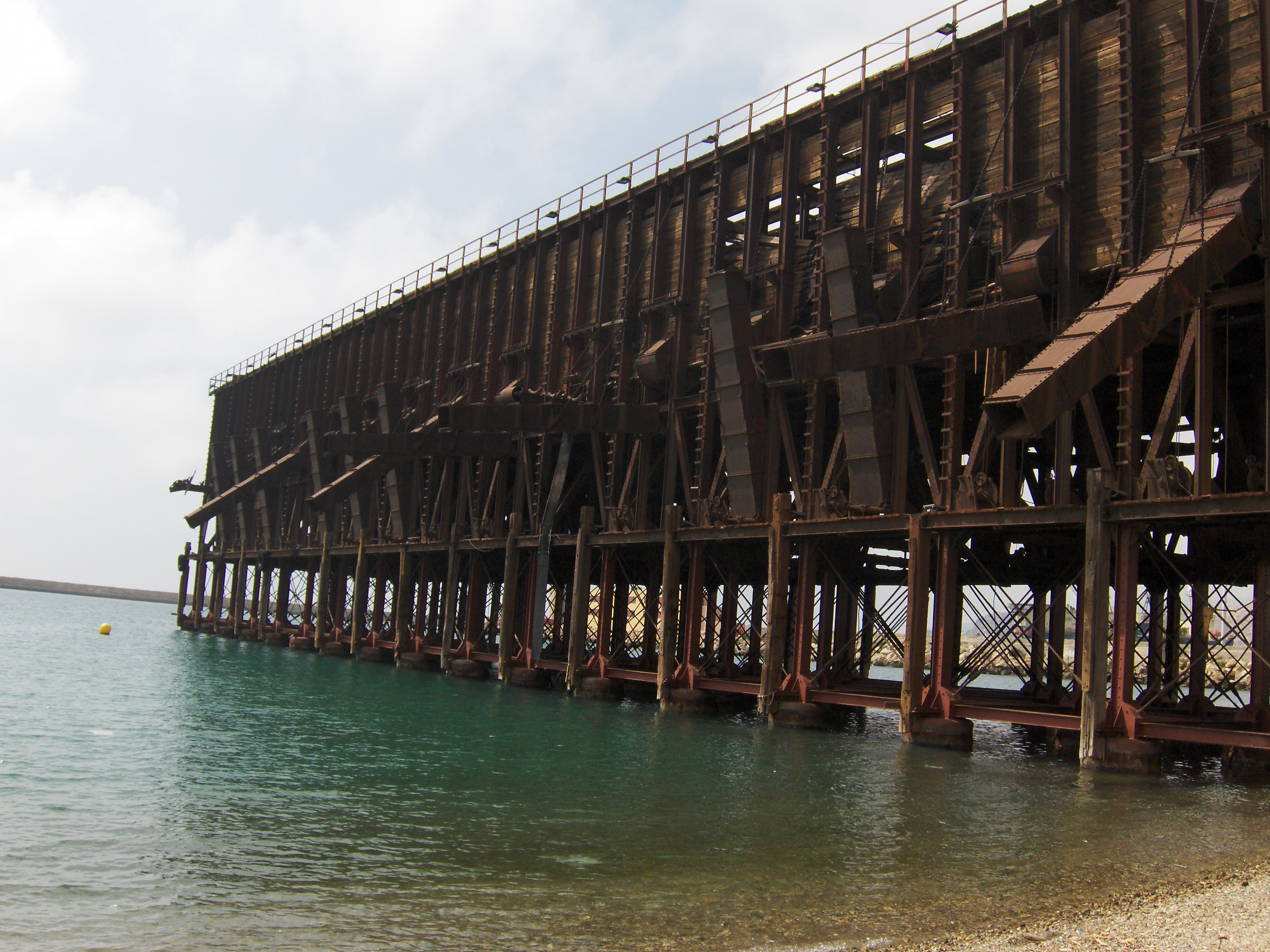
Molo w 2008

Cable Inglés – znajdujący się w porcie Almeria obiekt inżynieryjny zaprojektowany jako rampa załadunkowa na molu, przeznaczony do ładowania na statki rud pochodzących z kopalń żelaza w miejscowości Alquife. Inwestorem i właścicielem było przedsiębiorstwo The Alquife Mines and Railway Company Limited.
Konstrukcja ta, stworzona w postaci mola usytuowanego na głębokiej wodzie, pozwalała na cumowanie statków o bardzo dużej ładowności. Wysokość konstrukcji umożliwiała ładowanie wykorzystując siłę grawitacji.
Cable Inglés jest przykładem architektury żelaznej. Jego budowa ukończona została w roku 1904 i łączyła stację kolejową z portem. Zbudowana została w stylu eklektycznym wg szkoły Gustava Eiffla. W 1998 budowla została uznana dobrem kulturowym Andaluzji. Planowana jest jego renowacja, a także utworzenie w jego wnętrzu centrum ekspozycyjnego, restauracji i kompleksu rozrywkowego, na górze powstać miałby także taras widokowy.

## Historia
Koniec XIX w. to początek przemysłu górniczego i początek industrializacji południowej Hiszpanii. Zostawił on po sobie zauważalną spuściznę w postaci tej budowli, która jest przykładem sztuki inżynieryjnej. Cable Inglés jest unikatową konstrukcją  o uznanym znaczeniu w historii prac budowlanych i metalowych konstrukcji architektonicznych.

### Konstrukcja

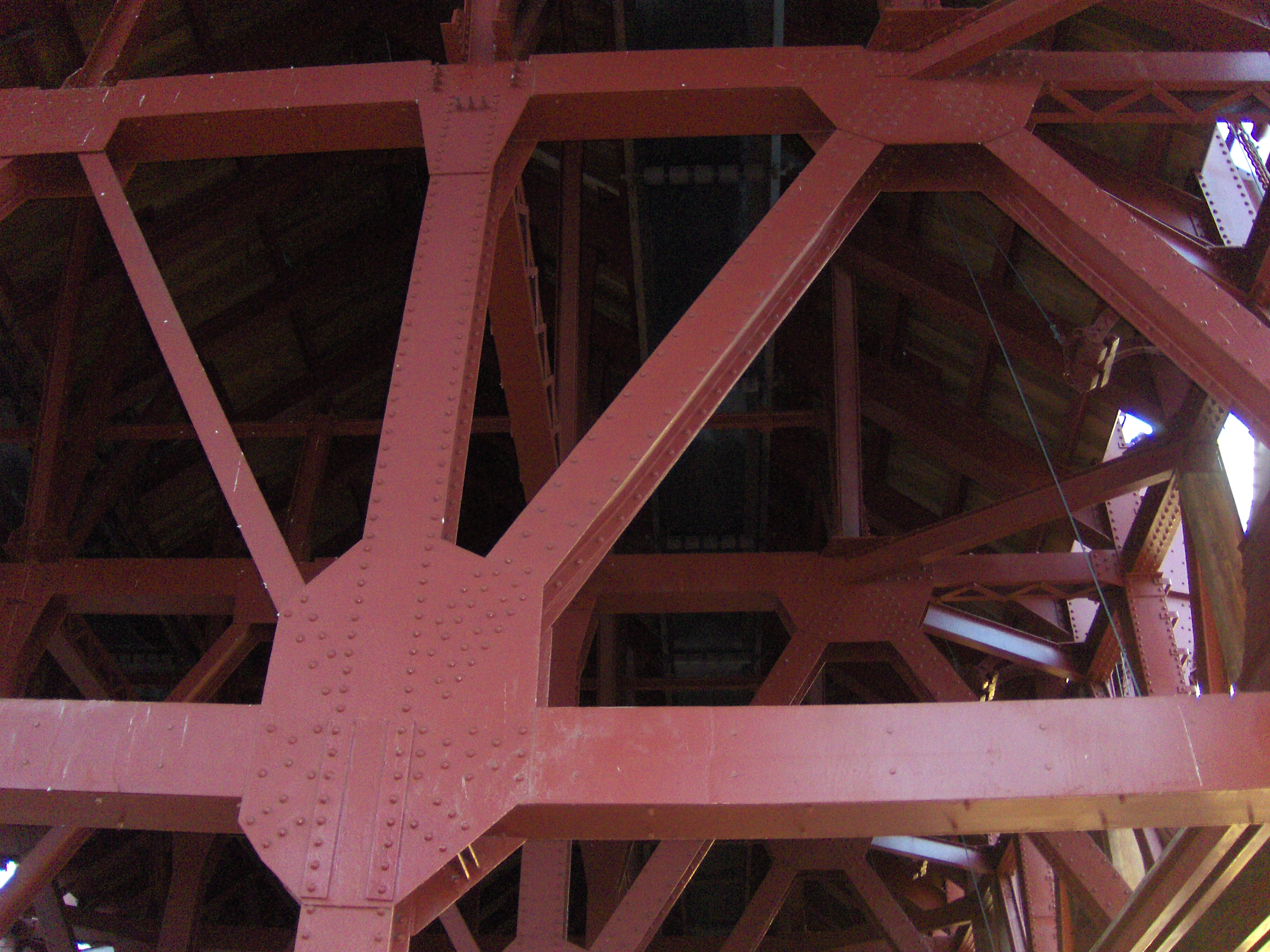

Urządzenie załadunkowe rudy w Almerii zostało skonstruowane na zakończeniu linii kolejowej Linares–Almería, umożliwiając całemu wydobytemu materiałowi szybkie pokonanie trasy między kopalniami w Alquife a portem w Almerii. Pierwsze projekty proponowały konstrukcję drewnianą o zredukowanych rozmiarach. Jednakże zdecydowano się na skonstruowanie wielkiego metalowego mola na głębokiej wodzie, do którego docierały pociągi załadowane rudą żelaza ze stacji kolejowej Almeria, oddalonej o ok. 900 m. Założeniem było rozładowanie wydobytego kruszcu z górnej części wiaduktu do magazynu wewnątrz budowli przy pomocy grawitacji. Następnie, także z pomocą grawitacji, kruszec ładowany był z magazynu do statków zacumowanych pod konstrukcją.
Około 1900 r. właściciel kopalni w Alquife, The Alquife Mines and Railways Company Limited, z siedzibą w Glasgow poprosił o zgodę na budowę wspomnianej konstrukcji. Otrzymał ją w roku 1902. Do skonstruowania budowli użyto łącznie 2.824 ton stali pochodzącej ze szkockich hut w Motherwell; użyto także 8.000 m² drewna do jej pokrycia, 1.152 m³ betonu i łącznie 1056 metrów torów kolejowych o hiszpańskim rozstawie torów.
20 Kwietnia 1904 roku król Alfons XIII przybył do Almerii w celu zainaugurowania załadunku i linii kolejowej Albolote–Granada. Od tamtej pory opinia mieszkańców o budowli była podzielona. Jedni uważali, że była to konstrukcja potrzebna i miała pozytywne znaczenie, drudzy natomiast łączyli ją z zanieczyszczeniami wywołanymi przez kopalnię i widzieli ją, jako przeszkodę w rozwoju miasta.

### Wydajność
Tradycyjnie załadowanie statku 8 tysiącami ton rudy żelaza było zadaniem trwającym nawet od 8 do 10 dni. Jednakże konstrukcja Cable Inglés pozwoliła skrócić tę czynność do 10 godzin, co znacznie zwiększyło poziom eksploatacji rud.

### Użycie
Około roku 1920 rozpoczął się konflikt między firmą kolejowa a kopalnią, który prawie zrujnował ich działalność. Po zakończeniu wojny domowej w Hiszpanii, nacjonalizacja doprowadziła do sprzedaży 16 sierpnia 1939 r. instalacji firmie Agruminsa, filii firmy Altos Hornos de Vizcaya. Użycie konstrukcji z biegiem czasu wciąż spadało, aż do zaniechania w  roku 1973.

### Obecnie
Hiszpańskie Ministerstwo Robót Publicznych (hiszp. El Ministerio de Obras Públicas) orzekło wygaśnięcie koncesji 14 lutego 1980 roku, paraliżując tym samym jakąkolwiek możliwość użycia ładowarki. Zadaniem firmy Agrumisa było zburzenie całej budowli. Jednakże kampania Departamentu Sztuk Pięknych (hiszp.  la Dirección General de Bellas Artes) Ministerstwa Kultury doprowadziła 17 grudnia 1984 do uznania konstrukcji za zabytek  historyczno-artystyczny.
Przywrócenie konstrukcji jej pierwotnej roli nie było możliwe. Uznano jednak, że ze względu na jej niekwestionowaną rzadkość i złożoność jest godna zachowania.
Reasumując, stara ładowarka el Alquife, bardziej znana jako Cable Inglés jest konstrukcją o wielkim znaczeniu technicznym i historycznym zasługującym na uznanie za dobro kultury i zabytek.  

## Naprawa
Z powodu złego stanu konstrukcji wykorzystano szansę, którą dała renowacja żeby nadać budowli nowy wyraz. Około grudnia 2010 roku zaczęto prace związane z naprawą zabytku, które polegały na sprzątaniu i dostosowaniu otoczenia, wymianie zużytych części metalowych i wzmocnieniu belek. Prace mogły liczyć na budżet rzędu prawie 2,8 mln euro z intencją przemienienia całego kompleksu w radosną i kulturalną przestrzeń. Przewidywany koniec przypadał na  2014 roku i inwestycje rzędu 14 mln euro. Prace były prowadzone przez architektów José Ángela Ferrera, Miguela San Millana i Ramona de Torresa.

## Opis konstrukcji
Cable Inglés to dzieło sztuki inżynierskiej, przeznaczone było do stosowania jako środek transportu, magazynowania i załadunku rudy z kopalni żelaza na statki na morzu.
Konstrukcja została zbudowana jako nadbrzeże w głębokiej wodzie, umożliwiające załadunek statków dużego tonażu, system przechowywania rudy, która znajduje się na dużej wysokości,  umożliwiając wyładowanie pod działaniem siły ciężkości.
Struktura składa się z dwóch odrębnych części: systemu dostępu i molo.
- System dostępu to wiadukt, na którym przeplatają się odcinki metalowej konstrukcji, wykonane z profili stalowych, tworzących naprzemiennie cztery struktury usztywnionej kraty i obszary otwartych łuków, pokrytych murowaną nawierzchnią.
- Molo – struktura o dużej gęstości strukturalnej, ponieważ jest to część, która musi wytrzymać obciążenia składowaną rudą. Zbudowane jest ono na kilku płaszczyznach; najniższa stanowi wystającą z wody podstawę na dużych skupiskach nośników, na której spoczywa, korpus pierwszej widocznej struktury z profili metalowych zanurzonych w wodzie i wielkie nitowane wsporniki dające stabilność konstrukcji. Końcowa sekcja stanowi bezpośrednie wsparcie płyty, po której poruszały się pociągi.|  | Zobacz multimedia związane z tematem: Cable Inglés |